# Eriopyga erythropis
Eriopyga erythropis är en fjärilsart som beskrevs av George Francis Hampson 1909. Eriopyga erythropis ingår i släktet Eriopyga och familjen nattflyn. Inga underarter finns listade i Catalogue of Life.